# Een hart van steen (sprookje)
Een hart van steen (oorspronkelijke titel: Das kalte Herz) is een sprookje van Wilhelm Hauff. Het verscheen voor het eerst in 1827 in Hauffs Märchenalmanach auf das Jahr 1828, als raamvertelling binnen een groter verhaal Das Wirtshaus im Spessart (De herberg in het Spessartwoud).
Als verhaal laat het zich rechtstreeks onderbrengen in de romantiek. Centrale thema's in het verhaal zijn rijkdom en het voortdurende verlangen en het zoeken naar geluk, waarbij de hoofdpersoon uiteindelijk tot zelfinzicht en inkeer komt. Daarnaast bevat het verhaal veel mystieke elementen.

## Verhaal

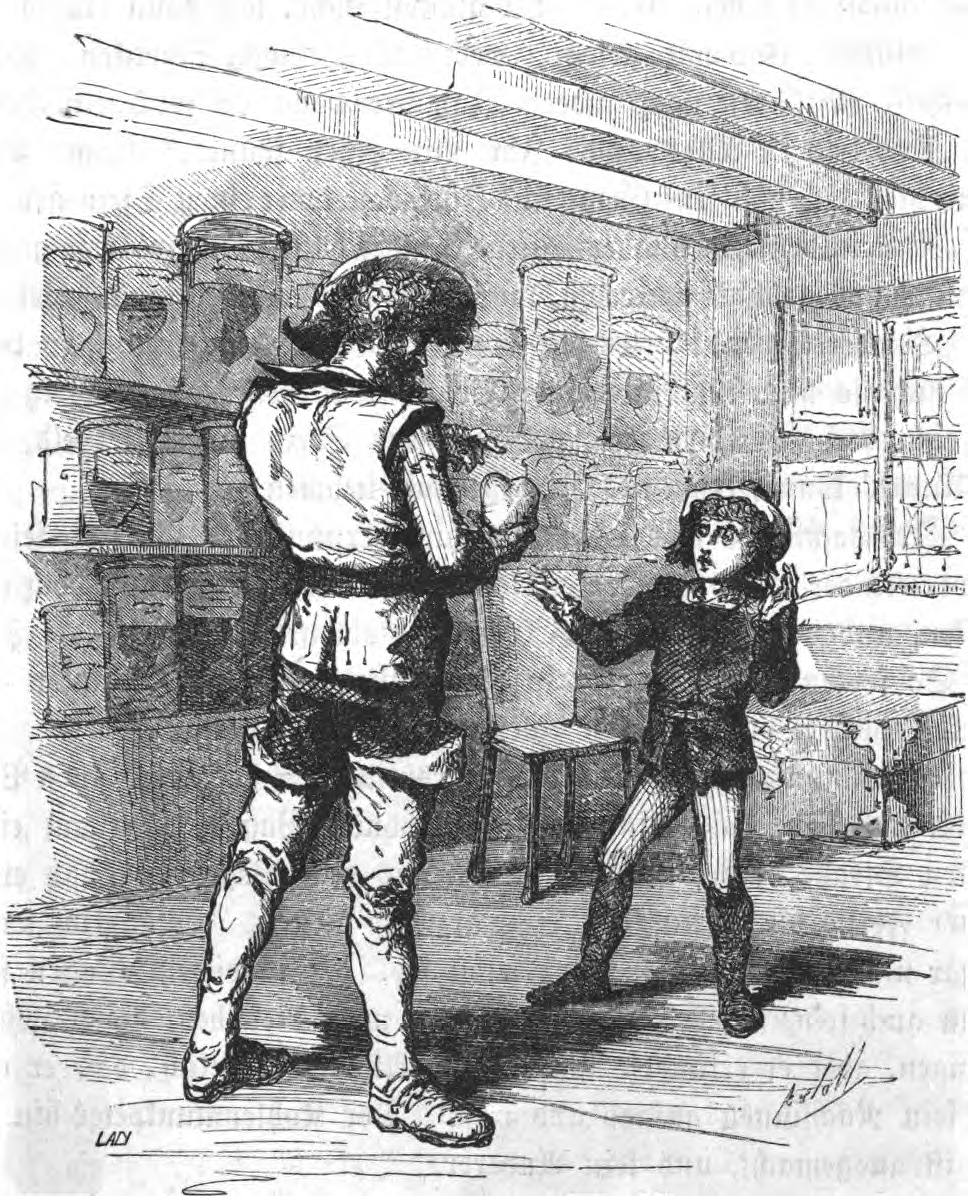
Hollandse Michel stelt aan Peter Munk voor zijn "warm hart" te ruilen voor een stenen hart.

De hoofdpersoon is Peter Munk, een straatarme kolenbrander die in het Zwarte Woud woont. Peters vader is gestorven en Peter moet in zijn eentje voor zijn behoeftige moeder zorgen. Peter is jaloers op de steenrijke mensen in zijn omgeving, die echter ook meedogenloos zijn. Peters vurige wens is zelf op een dag even rijk te worden. Maar er is hoop voor hem; omdat hij op een zondag en bovendien precies op het goede tijdstip is geboren, kan de geest van het woud, het Glasmannetje, drie wensen van hem vervullen. Hij moet daarvoor eerst het Glasmannetje op de juiste manier zien aan te roepen door een volledig versje te verzinnen. Dit lukt Peter als hij op een dag bij toeval een paar mannen hoort zingen. Hij weet nu hoe hij zijn versje moet afmaken: Van jou is het land waar de sparren staan / Laat zondagskinderen tot je gaan.
Het Glasmannetje verschijnt en Peter doet zijn eerste twee wensen. Ten eerste wil hij altijd evenveel geld op zak hebben als Dikke Ezechiël, de man die altijd wint bij het gokken, en even goed kunnen dansen als de beste danser van het dorp, Koning Dansvloer. Het Glasmannetje vindt dit een erg domme wens, maar willigt deze in. Peters tweede wens is zelf eigenaar te worden van een goed draaiende glasblazerij. Ook deze wens wordt ingewilligd, maar het Glasmannetje zegt erbij dat Peter er verstand bij had moeten wensen. Peters derde wens mag hij pas op een later tijdstip doen.
Een tijdlang gaat het goed met Peter dankzij zijn glasblazerij. Maar als hij op een avond in de herberg met Ezechiël aan het wedden is, verliest hij als gevolg van zijn eerste wens in een klap al zijn geld; als Ezechiël op een gegeven ogenblik platzak is doordat Peter elke slag heeft gewonnen, heeft Peter dus automatisch ook niets meer. Peter wordt nu beschuldigd van tovenarij. De volgende dag staat de deurwaarder bij hem op de stoep; zijn glasblazerij is failliet verklaard.
Wanhopig zoekt de berooide Peter zijn toevlucht nu bij Hollandse Michel. Dit is een andere bosgeest, die echter niet zoals het Glasmannetje in contact staat met het goede, maar met het kwade. Michel kan Peter opnieuw aan grote rijkdom helpen, maar hij vraagt er een groot offer voor in ruil, namelijk Peters hart. Peter zal gewoon blijven leven, hij krijgt alleen een stenen hart in zijn borst gezet dat alle emoties uitschakelt en ook niet klopt, maar verder net als een gewoon hart alle lichaamsfuncties regelt. Peter ontdekt dat alle rijke en tegelijk zo meedogenloze mannen van het dorp op deze manier zaken hebben gedaan met Michel, die hun harten in zijn glazen potten blijkt te hebben. Vanaf nu voelt Peter hierdoor geen enkele emotie meer; geen verdriet of pijn, maar ook geen enkele positieve emotie.
Peter maakt eerst een wereldreis en keert dan terug in het Zwarte Woud, waar hij nu nog veel rijker wordt dan hij eerst met zijn glasblazerij was. Door zijn stenen hart is hij echter volkomen kil en emotieloos en hij wil zelfs niets meer met zijn eigen moeder te maken hebben. Hij trouwt met het mooiste en zachtaardigste meisje van het dorp, Liesbeth, maar ook voor haar kan hij onmogelijk iets voelen. Op een dag, als Liesbeth alleen thuis is, komt er een bedelaar aan de deur die haar smeekt om een slokje water. Liesbeth weet dat haar man uitdrukkelijk heeft verboden om ook maar iets aan de armen te geven, maar ze is zo vol van medelijden dat ze de man een hele maaltijd geeft. Dan is Peter ineens ter plekke en uitzinnig van woede slaat hij Liesbeth met zijn zweep dood. Dan blijkt de bedelaar ineens het Glasmannetje zelf te zijn. Het Glasmannetje geeft Peter nu een laatste waarschuwing: binnen acht dagen zal hij tot inkeer moeten komen, anders zal hij spoedig in de hel belanden.
Peter ziet ondanks zijn stenen hart in dat hij verkeerd bezig is en doet nu zijn laatste wens bij het Glasmannetje: hulp bij het terugkrijgen van zijn echte hart. Het Glasmannetje geeft Peter een kruisje mee, waarmee hij de vloek van Michel kan bezweren. Het lukt Peter met een truc zijn echte hart van Michel terug te krijgen.
Peter heeft nu diep berouw over het leven dat hij de laatste tijd heeft geleid en vraagt het Glasmannetje om hem maar te doden. Omdat Peter oprecht berouw heeft, besluit het Glasmannetje hem echter te vergeven. Het Glasmannetje herenigt Peter nu met zijn moeder en haalt ook Liesbeth terug uit de dood. Liesbeth en Peter trouwen opnieuw, maar nu als een oprecht gelukkig paar. Peter wordt de rest van zijn leven niet meer rijk, maar hij is wel heel tevreden met zijn bestaan.

## Bewerkingen
Het verhaal is in het Duits meerdere malen verfilmd. De eerste verfilming van Fred Sauer verscheen in 1924. In 1951 kwam er een DEFA-verfilming. In de periode 2013-2016 zijn er weer drie nieuwe verfilmingen gemaakt.
Theobald Rehbaum maakte reeds in 1885 een operabewerking van het verhaal.
In 1951 kwam er een in het Nederlands vertaalde hoorspelbewerking voor de radio, Het stenen hart.